# Garcia (kommunhuvudort)
Garcia är en kommunhuvudort i Spanien.   Den ligger i provinsen Província de Tarragona och regionen Katalonien, i den östra delen av landet, 400 km öster om huvudstaden Madrid. Garcia ligger 28 meter över havet och antalet invånare är 496.
Terrängen runt Garcia är kuperad norrut, men söderut är den platt. Garcia ligger nere i en dal. Runt Garcia är det ganska tätbefolkat, med 65 invånare per kvadratkilometer. Närmaste större samhälle är Ascó, 8,9 km nordväst om Garcia. Trakten runt Garcia består till största delen av jordbruksmark.